# جايسون كينت
جايسون كينت (بالإنجليزية: Jason Kent)‏ هو لاعب دوري الرغبي أسترالي، ولد في 21 أبريل 1980 في ليثغو في أستراليا.